# Anatolij Chorosow
Anatolij Mykolajowytsch Chorosow (ukrainisch Анатолій Миколайович Хорозов; * 1924 in Korsun, Ukrainische SSR; † 27. September 2011) war ein ukrainischer Eishockeyfunktionär.

## Leben
Chorosow, 1924 in Korsun-Schewtschenkiwsky geboren, war zwischen 1965 und 1997 Präsident des ukrainischen Eishockeyverbandes und galt als Vater des ukrainischen Eishockeysports. Unter seiner Führung wurden in der Ukraine mehrere Eishockeyschulen gegründet. Später verhalf er dem HK Sokol Kiew zum Aufstieg zu einem Topverein der Sowjetunion, der im Erreichen des dritten Platzes der Wysschaja Liga 1984/85 gipfelte.
2006 wurde Anatolij Chorosow in die IIHF Hall of Fame aufgenommen. Am 27. September 2011 um die Mittagszeit starb Chorosow im Alter von 87 Jahren.